# 克里斯·馬歇爾
克里斯·馬歇爾（Kristopher "Kris" Marshall，1973年4月1日—）是英國的一位演員。他最著名的作品是在電視劇《我的家人》中飾演Nick Harper角色。